# Isaac Cooper
Isaac Cooper, född 7 januari 2004, är en australisk simmare.

## Karriär
Vid olympiska sommarspelen 2020 ingick Cooper i det australiska mixade medleylaget som tog brons på 4 x 100 meter medley. I februari 2024 vid VM i Doha tog Cooper guld på 50 meter ryggsim.